# Aiterbach
Aiterbach är ett vattendrag i Österrike.   Det ligger i förbundslandet Oberösterreich, i den nordöstra delen av landet, 170 kilometer väster om huvudstaden Wien.
Runt Aiterbach är det i huvudsak tätbebyggt. Runt Aiterbach är det tätbefolkat, med 286 invånare per kvadratkilometer.